# 번 더 스테이지: 더 무비
《번 더 스테이지: 더 무비》(Burn the Stage: the Movie)는 전 세계 19개 도시의 50만 이상의 팬들 속에서 펼쳐진 대한민국의 보이그룹 방탄소년단의 2017 윙스 투어의 장면을 담아낸 다큐멘터리 영화이다. 감독은 박준수, 제작은 윤지원이 맡았다. 2018년 11월 15일 개방되었으며 배급은 Trafalgar Releasing이 맡았다.

## 출연
출연자는 방탄소년단 구성원, 그리고 중간마다 등장하는 뒷무대 인원들이다.
- 김남준 (본인)
- 김석진(본인)
- 민윤기 (본인)
- 정호석 (본인)
- 박지민 (본인)
- 김태형 (본인)
- 전정국 (본인)

## 개봉 역사
| 날짜             | 국가      | 참조  |
| ---------------- | --------- | ----- |
| 2018년 11월 15일 | 여러 나라 | [ 3 ] |
| 2018년 11월 25일 | 인도      | [ 4 ] |

## 제공
- 수입/배급 : 월트디즈니컴퍼니코리아 유한책임회사
- 제작 : 빅히트 엔터테인트먼트/캠프 엔터테인먼트

## 같이 보기
- 2018년 대한민국의 영화 목록
- 방탄소년단
- 러브 유어셀프 인 서울 (후속)
- 브링 더 소울 : 더 무비 (후속)